# Jericho (Oxford)

Walton Street, Jericho

Jericho ist ein Stadtteil von Oxford.
Jericho wird im Westen begrenzt vom Oxford Canal, im Süden vom Stadtzentrum, im Osten von der Woodstock Road und im Norden vom Stadtteil Summertown.
Als Hauptstraße durchzieht die Walton Street Jericho in Nord-Süd-Richtung.

## Geschichte

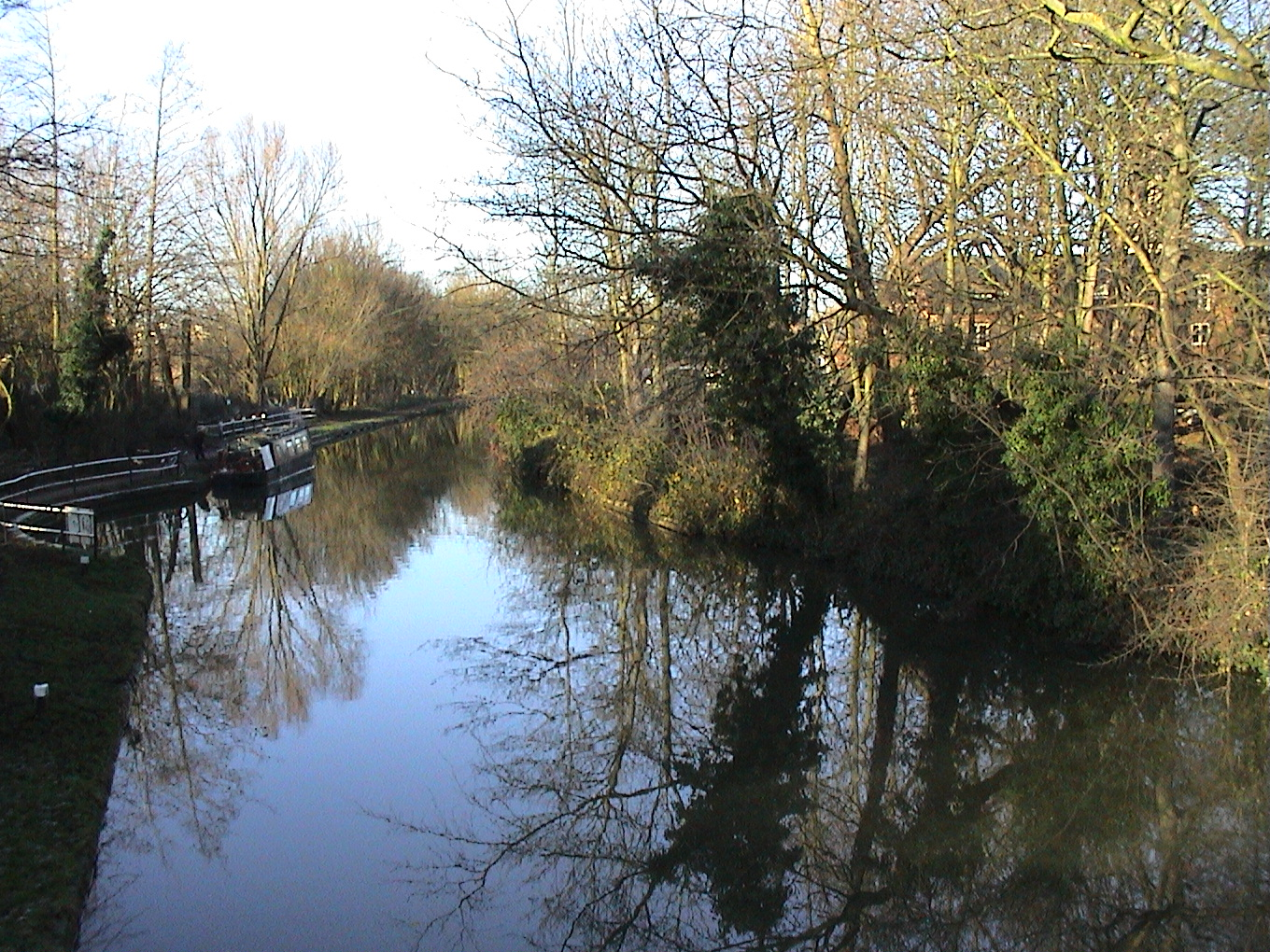
Oxford Canal

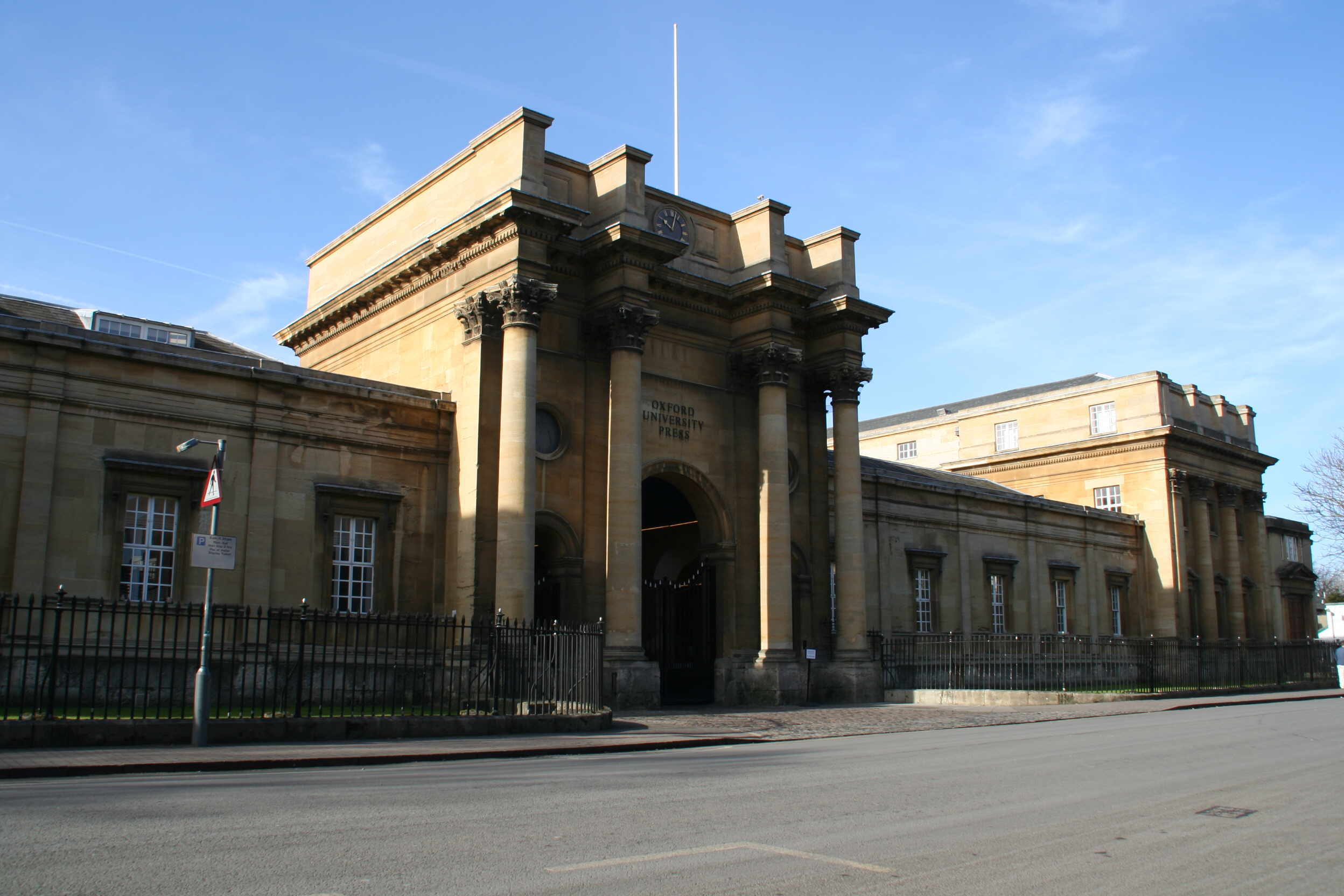
Oxford University Press, Walton Street

Jericho ist erstmals um 1650 erwähnt, als die 'Jericho Tavern' gebaut wurde. Der Begriff Jericho wurde damals für Unterkünfte am Stadtrand verwendet, in denen Reisende verweilen konnten, wenn die Stadttore schon geschlossen waren.
1790 wurde der Oxford Canal fertiggestellt, der unmittelbar an Jericho angrenzt. Er verband Oxford mit Coventry und ermöglichte den raschen und effizienten Transport von Kohle.
In den folgenden Jahren stieg in Oxford im Zuge der Industrialisierung die Bevölkerungszahl rasch an. Jericho beherbergte überwiegend Arbeiter von den umliegenden Betrieben und der Universität.
1812 gründete William Carter eine Eisengießerei, die unter seinem Nachfolger Charles Grafton in Eagle Ironworks umbenannt wurde. William Lucy übernahm die Firma 1860 unter dem Namen Lucy’s Ironworks und versorgte den lokalen Markt u. a. mit Landwirtschaftsmaschinen und Laternenmasten. Anfang 2006 mussten die alten Fabrikhallen einem umfangreichen Bauprojekt entlang des Oxford Canal weichen und wurden komplett abgerissen.
1826 zog die Oxford University Press von der Broad Street in die Walton Street nach Jericho, wo sie auch heute noch ihr Hauptgebäude unterhält. Damit waren in Jericho zwei der größten Arbeitgeber ansässig.
1869 wurde dank einer großzügigen Spende von Thomas Combe die St. Barnabas Kirche eingeweiht. Combe nahm wenig Einfluss auf die Gestaltung der Kirche, verfügte aber, dass die Kirche mehr als 1.000 Gläubigen Platz bieten sollte und ein bescheidenes Äußeres, jedoch ein gediegenes Inneres aufweisen sollte.
Über die Stadtgrenzen Oxfords hinaus wurde Jericho bekannt durch den Inspektor Morse Roman The Dead of Jericho (1981) von Colin Dexter.

## Politik und Wahlen

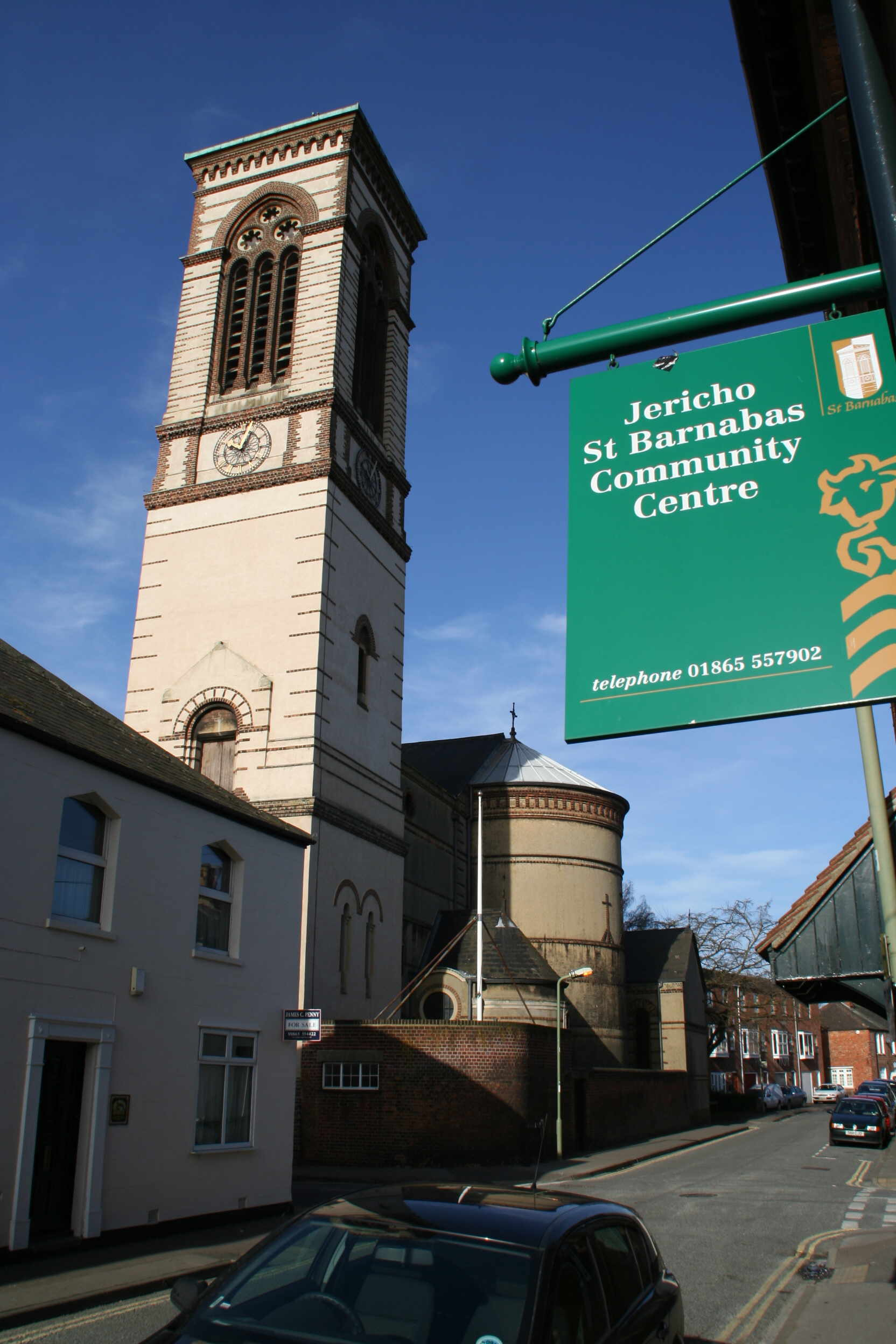
St. Barnabas Church

County Council Wahlen am 3. Mai 2018
Bei den letzten Wahlen zum County Council wurde in Jericho and Osney ein Sitz vergeben. Susanna Pressel (Labour) wurde mit 65,9 % der Stimmen wiedergewählt.
Ergebnisse aller Parteien:
| Datum       | Labour | Green  | Conservative |
| ----------- | ------ | ------ | ------------ |
| 3. Mai 2018 | 65,9 % | 24,9 % | 9,2 %        |

## Pubs in Jericho
- Jude the Obscure, Walton Street

Jericho Cafe, Walton Street

- The Old Bookbinders Ale House, Canal Street
- Anchor Inn, Hayfield Road
- Jericho Tavern, Walton Street
- The Gardener’s Arms, Plantation Road
- The Harcourt Arms, Cranham Terrace
- The Rickety Press, Cranham Street
- The Victoria, Walton Street